# Krivoklát
Krivoklát je naseljeno mjesto u okrugu Ilava u  Trenčínskom kraju u Slovačkoj.

## Stanovništvo
| Godina:     | 1993. | 2003.    | 2013.    | 2023.    |
| ----------- | ----- | -------- | -------- | -------- |
| Broj ljudi: | 326   | 292      | 252      | 219      |
| Razlika:    |       | -10,42 % | -13,69 % | -13,09 % |

| Godina:     | 2022. | 2023.   |
| ----------- | ----- | ------- |
| Broj ljudi: | 218   | 219     |
| Razlika:    |       | +0,45 % |

Prema podacima o broju stanovnika iz 2023. godine naselje je imalo 219 stanovnika.

## Vanjske poveznice
|  | Zajednički poslužitelj ima još gradiva o temi Krivoklát |

- Službena stranica naselja (sl.)